# شاهدخت سوکه‌کو
شاهدخت سوکه‌کو (انگلیسی: Princess Sukeko; ۱ ژانویهٔ ۱۱۴۷ – ۱ ژانویهٔ ۱۲۱۶) دختر امپراتور گو شیراکاوا و مادرخوانده امپراتور آنتوکو و امپراتور گو-توبا، اهل ژاپن بود.